# Ludmila Varmužová
Ludmila Varmužová (Zlín, 25 febbraio 1979) è un'ex tennista ceca con cittadinanza sammarinese, nota anche con la dizione di Ludmilla Varmuža.

## Carriera
Da junior era considerata una promessa della specialità del doppio, avendo raggiunto sei finali nei Grand Slam di categoria e vincendone quattro: l'Australian Open nel Australian Open 1994 e 1995, l'Open di Francia nel 1995 e gli US Open sempre nel 1995, in coppia con Corina Morariu. Ha invece perso la finale a Wimbledon nel 1994, con Corina Morariu, e al Roland Garros nel 1996, in coppia con Anna Kurnikova.
Una volta passata pro, ha però deluso le attese riuscendo a vincere un solo torneo in singolare, un $50000 a Giakarta nel 1996. Vanta inoltre due finali perse in singolare e ben quattro in doppio.
Ha rappresentato la Repubblica di San Marino ai Giochi dei piccoli stati d'Europa in Islanda nel 1997 e in Liechtenstein nel 1999, vincendo due medaglie d'oro in doppio in coppia con Francesca Guardigli, un argento e un bronzo nel singolare.